# Фотоколориметр
Фотоколори́метр — оптический прибор для измерения концентрации веществ в растворах. Действие колориметра основано на свойстве окрашенных растворов поглощать проходящий через них свет тем сильнее, чем выше в них концентрация окрашивающего вещества. В отличие от спектрофотометра, измерения ведутся в луче не монохроматического, а полихроматического узко спектрального света, формируемого светофильтром. Применение различных светофильтров с узкими спектральными диапазонами пропускаемого света позволяет определять по отдельности концентрации разных компонентов одного и того же раствора. В отличие от спектрофотометров, фотоколориметры просты, недороги и при этом обеспечивают точность, достаточную для многих применений.
Колориметры разделяются на визуальные и объективные (фотоэлектрические) — фотоколориметры. В визуальных колориметрах свет, проходящий через измеряемый раствор, освещает одну часть поля зрения, в то время как на другую часть падает свет, прошедший через раствор того же вещества, концентрация которого известна. Изменяя толщину l слоя одного из сравниваемых растворов или интенсивность I светового потока, наблюдатель добивается, чтобы цветовые тона двух частей поля зрения были неотличимы на глаз, после чего по известным соотношениям между l, I и с может быть определена концентрация исследуемого раствора.
Фотоэлектрические колориметры (фотоколориметры) обеспечивают большую точность измерений, чем визуальные; в качестве приёмников излучения в них используются фотоэлементы (селеновые и вакуумные), фотоэлектронные умножители, фоторезисторы (фотосопротивления) и фотодиоды. Сила фототока приёмников определяется интенсивностью падающего на них света и, следовательно, степенью его поглощения в растворе (тем большей, чем выше концентрация). Помимо фотоэлектрического колориметра (фотоколориметра) с непосредственным отсчётом силы тока, распространены компенсационные колориметры, в которых разность сигналов, соответствующих стандартному и измеряемому растворам, сводится к нулю (компенсируется) электрическим или оптическим компенсатором (например, клином фотометрическим); отсчёт в этом случае снимается со шкалы компенсатора. Компенсация позволяет свести к минимуму влияние условий измерений (температуры, нестабильности свойств элементов колориметра) на их точность. Показания колориметра не дают сразу значений концентрации исследуемого вещества в растворе — для перехода к ним используют градуировочные графики, полученные при измерении растворов с известными концентрациями.
Измерения с помощью колориметра отличаются простотой и быстротой проведения. Точность их во многих случаях не уступает точности других, более сложных методов химического анализа. Нижние границы определяемых концентраций в зависимости от метода составляют от 10−3 до 10−8 моль/л.